# Бычковский, Олег Анатольевич

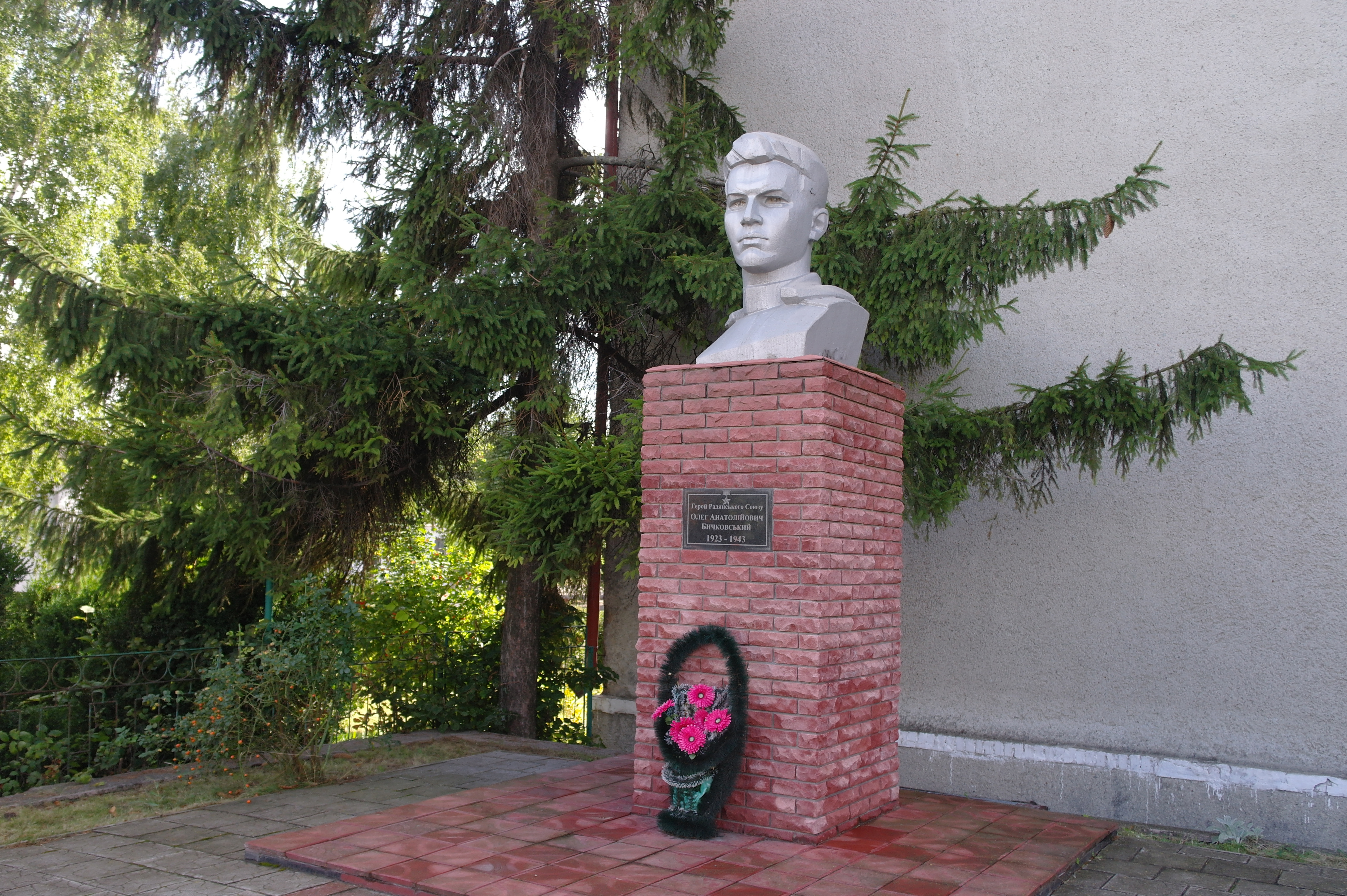
Бюст Олега Бычковского около школы в селе Крыжополь, Винницкая область. Объект культурного наследия Украины

Олег Анатольевич Бычковский (8 ноября 1923, Кодыма, Балтский округ — 8 октября 1943, Крещатик, Киевская область) — лейтенант Рабоче-крестьянской Красной Армии, участник Великой Отечественной войны, Герой Советского Союза (1944).

## Биография
Родился 8 ноября 1923 года в посёлке Кодыма (ныне — Одесская область Украины) в семье железнодорожников. Вместе с семьёй переехал в село Крыжополь Винницкой области Украинской ССР, окончил там среднюю школу. 
В 1941 году был призван на службу в Рабоче-крестьянскую Красную Армию. В 1942 году окончил 2 Киевское артиллерийское училище, эвакуированное в село Разбойщина (ныне пос. Соколовый) Саратовской области. С января 1943 года — на фронтах Великой Отечественной войны. Участвовал в боях на Калининском и Степном фронтах, несколько раз был ранен. К октябрю 1943 года лейтенант Олег Бычковский командовал 2-й батареей 130-го отдельного истребительно-противотанкового дивизиона 254-й стрелковой дивизии 52-й армии Степного фронта. Отличился во время освобождения Правобережной Украины.
8 октября 1943 года батарея под командованием Олега Бычковского уничтожила 2 танка и несколько десятков вражеских солдат и офицеров. Во время боя лично встал к орудию, уничтожил 2 танка. В бою дважды был ранен, но поля боя не покинул. В ходе отражения четвёртой по счёту контратаки подбил ещё один танк. В этом бою он погиб. Похоронен на центральной площади села Бубновская Слободка Золотоношского района.
Указом Президиума Верховного Совета СССР «О присвоении звания Героя Советского Союза офицерскому, сержантскому и рядовому составу Красной Армии» от 22 февраля 1944 года за «образцовое выполнение боевых заданий командования при форсировании реки Днепр, развитие боевых успехов на правом берегу реки и проявленные при этом отвагу и геройство» был удостоен посмертно высокого звания Героя Советского Союза. Также был награждён орденами Ленина и Красной Звезды.

## Память
В его честь в 1964 году была названа школа в селе Крыжополь, которую он окончил. В 1968 году в её дворе был установлен бюст Олега Бычковского. Этот бюст является объектом культурного наследия Украины.